# Titularbistum Thucca in Numidia
Thucca in Numidia (ital.: Tucca di Numidia) ist ein Titularbistum der römisch-katholischen Kirche.
Es geht zurück auf einen früheren Bischofssitz in der antiken Stadt Tucca, die sich in der römischen Provinz Numidien befand.
| Titularbischöfe von Thucca in Numidia |                                                                     |                                                                         |                   |                   |
| Nr.                                   | Name                                                                | Amt                                                                     | von               | bis               |
| 1                                     | Juan Vicente Solís Fernández                                        | emeritierter Bischof von Alajuela (Costa Rica)                          | 30. März 1967     | 16. Januar 1973   |
| 2                                     | Federico Richter Fernandez-Prada OFM Titularerzbischof pro hac vice | Weihbischof in Piura Koadjutorerzbischof von Ayacucho o Huamanga (Peru) | 12. April 1973    | 20. November 1979 |
| 3                                     | Jean-Baptiste Tiendrebeogo                                          | Weihbischof in Ouagadougou (Burkina Faso)                               | 5. November 1981  | 30. März 1996     |
| 4                                     | Joseph Perumthottam                                                 | Weihbischof in Changanacherry (Indien)                                  | 24. April 2002    | 22. Januar 2007   |
| 5                                     | Liro Vendelino Meurer                                               | Weihbischof in Passo Fundo (Brasilien)                                  | 14. Januar 2009   | 24. April 2013    |
| 6                                     | Martin David                                                        | Weihbischof in Ostrau-Troppau (Tschechien)                              | 7. April 2017     | 4. Juli 2023      |
| 7                                     | Raymond Wai Lin Htun                                                | Weihbischof in Yangon (Myanmar)                                         | 27. Dezember 2024 |                   |